# Марія Самбрано
Марія Самбрано Аларкон (ісп. María Zambrano Alarcón; нар. 22 квітня 1904, Велес-Малага, провінція Малага — пом. 6 лютого 1991, Мадрид, Іспанія) — іспанська письменниця, католицька філософ-есеїстка.

## Життєпис

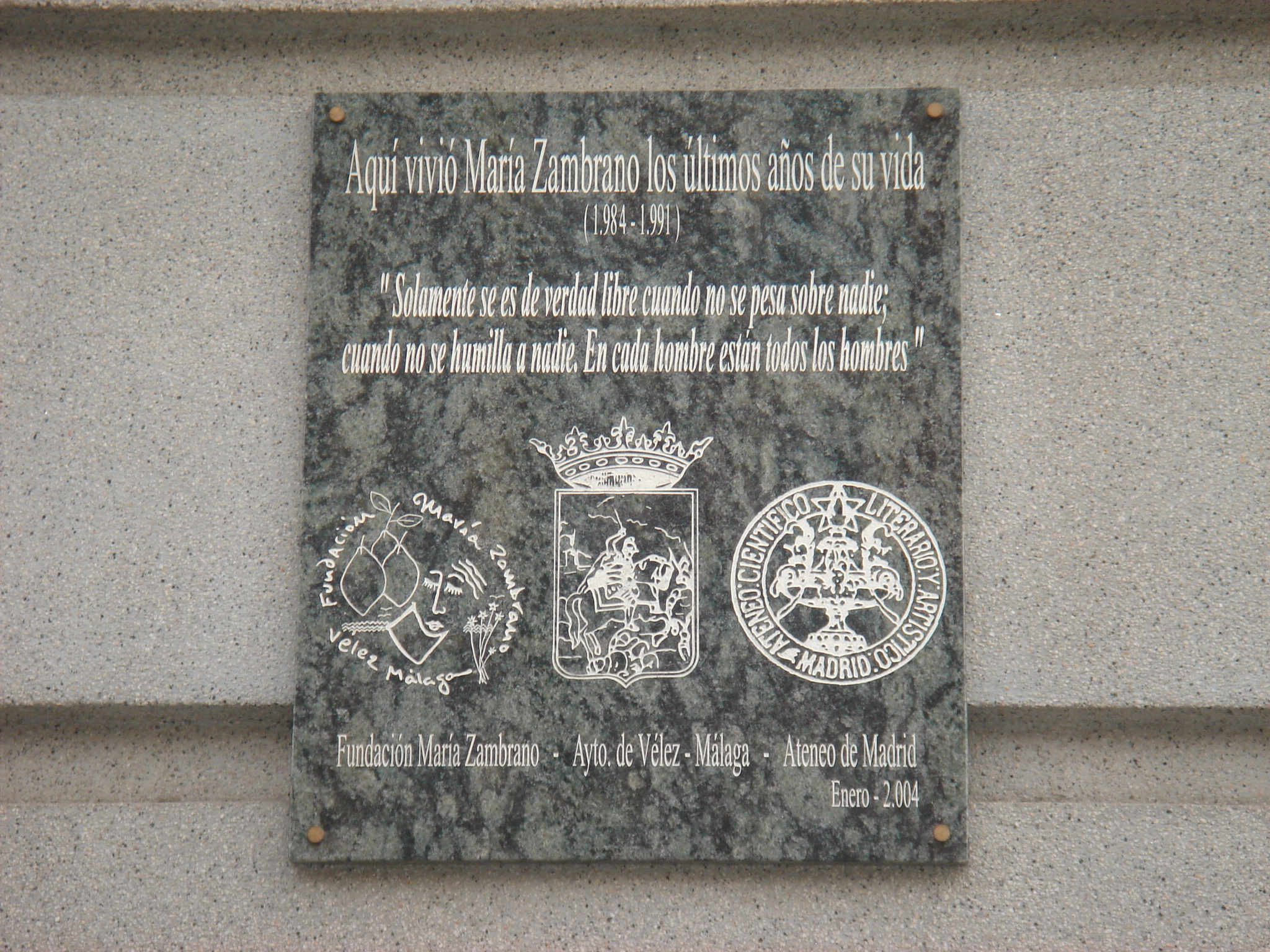
Пам'ятна дошка на будинку в Мадриді, де Марія Самбрано провела останні роки життя

Дочка Бласа Самбрано, відомого ліберального педагога і нащадка педагогів, друга Антоніо Мачадо, Мігеля де Унамуно, Піо Бароха . Слухала лекції Ксав'єра Субіру та Хосе Ортеги-і-Гассета в Мадридському університеті, в 1931 — 1936 роках працювала професоркою на кафедрі метафізики того ж університету, готувала дисертацію про Бенедикта Спінозу. Перебувала в колах впливових журналів Revista de Occidente, «Крус і райя», товаришувала з Луїсом Сернудойю, Мігелем Ернандесом, Каміло Хосе Селаю.
У 1936 році з чоловіком, істориком Альфонсо Родрігесом Альдаве, призначеним секретарем посольства в Чилі, переїхала до Латинської Америки. Випустила в Сантьяго антологію творів розстріляного Гарсія Лорки (1936). Відвідала Кубу, де подружилася з Хосе Лесамой Лімою, Вірхіліо Піньєрою, виступила з лекцією про Хосе Ортега-і-Гассет. У 1937 році повернулася до Іспанії, де чоловік вирушив у фронт захищати Республіку.
Після перемоги франкістів 28 січня 1939 року Марія Самбрано перетнула кордон з Францією, і почалися її багаторічні поневіряння у вигнанні. Жила, працювала, викладала в Парижі, Нью-Йорку, Мехіко, Гавані, Сан-Хуані. У 1946 — 1949 роках проживала в Парижі, в 1949 — 1953 роках — знову в Гавані, потім до 1964 року — в Римі, з 1980 року — в Женеві. У 1984 році повернулася до Іспанії, жила в Мадриді .

## Творчі зв'язки і визнання
Багато років товаришувала і листувалася з Октавіо Пасом, Хосе Лесамой Лімою, Бергаміном Хосе, Луїсом Сернудойю, Хорхе Гільєном, Габріелем Марселем, Альбером Камю, Рене Шаром та іншими.
У 1981 році Самбрано була нагороджена Премією принцеси Астурійської в галузі гуманітарних наук, в 1982 році отримала ступінь почесного доктора Університету Малаги. Їй було присуджено почесні звання Улюбленої доньки Малаги та Улюбленої доньки Андалусії. У 1987 році у Велес-Малага був створений Фонд Марії Самбрано, який видає журнал «Антігона» і готує повне зібрання творів Марії Самбрано в 5-ти томах. У 2007 році ім'я Марії Самбрано було присвоєно залізничному вокзалу Малаги. 28 квітня 2017 року міська рада провінції Сеговії присвоїла письменниці звання «Прийомна й улюблена донька Сеговії».
У 1988 році Самбрано стала першою жінкою-лауреаткою найвищої іспанської літературної Премії Мігеля Сервантеса .
Життю Марії Самбрано присвячений фільм María querida («Дорога Марія» 2004), режисера Хосе Луїса Гарсії Санчеса, головну роль у якому виконала Пілар Бардем.

## Філософська думка
Концепція Марії Самбрано рухається двома взаємопов'язаним напрямками: один — це доля Іспанії (а тим самим — доля європейського лібералізму і демократичної республіки, доля і місія вигнанців), другий — філософська антропологія цілісної, жертовної особистості з опорою на роль і можливості поезії, зокрема — поезії іспанських містиків (Сан-Хуан де ла Крус). Її публічні виступи, статті, книги з обох цих тем стали значущим чинником згуртування і творчого підйому іспанських інтелектуалів в період еміграції.

## Твори
- Los intelectuales en el drama de España / Інтелектуали і драма Іспанії (1937).
- Filosofía y poesía / Філософія й поезія (1939).
- Unamuno (1940, опубліковано 2003).
- La confesión, género literario y método / Сповідь: літературний жанр і метод (1943)
- El pensamiento vivo de Séneca / Жива думка Сенеки (1944, антологія і вступна стаття).
- La agonía de Europa / Агонія Європи (1945)
- Hacia un saber sobre el alma / До пізнання душі (1950)
- Delirio y destino / Маячня і доля (1952, опубл. 1989, автобіографічні нариси про катастрофу Іспанської Республіки).
- El hombre y lo divino / Людина й божественне (1953).
- Persona y democracia / Особистість та демократія (1958).
- La España de Galdós / Іспанія Гальдоса (1960).
- España, sueño y verdad / Іспанія: сон і ява (1965).
- El Sueño creador / Сон-творець (1965).
- La tumba de Antígona / Могила Антігони (1967, філософська драма).
- Claros del bosque / Лісові галявини (1977, есе про світло й тіні).
- Dos fragmentos sobre el amor / Два уривка про кохання (1982).
- De la aurora / Про зорі (1986).
- Senderos / Стежки (1986).
- El reposo de la luz / Заспокоєння світла (1986).
- Para una historia de la piedad / До історії співчуття (1989).
- Algunos lugares de la pintura (1989).
- Los Bienaventurados / Щасливці (1990)
- La Cuba secreta y otros ensayos / Таємна Куба та інші есе (опубл. 1996)
- Unamuno / Унамуно (опубл. 2003)

### Зведені видання
- Obras reunidas. Madrid: Aguilar, 1971
- María Zambrano en Orígenes . México: Ediciones del Equilibrista, 1987
- La razón en la sombra. Antología del pensamiento de María Zambrano / Jesús Moreno Sanz, ed. Madrid: Siruela, 1993 (перевидано 2004).
- Filosofía y educación: manuscritos / Ángel Casado y Juana Sánchez-Gey, eds. Málaga: Editorial Ágora, 2007
- María Zambrano: pensamiento y exilio / Antolín Sánchez Cuervo, Agustín Sánchez Andrés y Gerardo Sánchez Díaz, eds. Madrid: Biblioteca Nueva 2010
- Esencia y hermosura: antología / José-Miguel Ullán, ed. Barcelona: Galaxia Gutenberg; Círculo de Lectores, 2010

### Переписка
- Cartas de la Pièce. Correspondencia con Agustín Andreu. Valencia: Pre-Textos, 2002
- Cartas desde una soledad: epistolario, María Zambrano — José Lezama Lima, María Lusia Bautista — José Ángel Valente / Pepita Jiménez Carreras, ed. Madrid: Editorial Verbum, 2008